# Завирушки
Завиру́шки (лат. Prunella) — род певчих воробьиных птиц из монотипического семейства завирушковых (Prunellidae). Распространены исключительно в палеарктическом регионе. За исключением лесной и японской завирушек все виды являются обитателями горных регионов Азии и Европы. Остальные же два вида встречаются в равнинной местности.
На территории Российской Федерации — 7 видов. В лесной зоне Европейской части страны гнездится лесная завирушка. На Белом море, Урале и в горах Южной Сибири встречается черногорлая завирушка. Там же, на Алтае и Саянах, можно встретить бледную и гималайскую завирушек (последняя живёт высоко в горах). На Кавказе и в горных системах Сибири обитает альпийская завирушка. Сибирская завирушка — обитатель равнинной лесотундры и гор. Наконец, японскую завирушку в России можно увидеть только на Сахалине и Курильских островах.
Завирушки, как правило, не являются перелётными птицами и живут круглогодично в одном и том же месте. Лишь живущие в наиболее холодных регионах завирушки покидают зимой места их летнего гнездования. Это маленькие птицы, немного похожие на воробьёв, с неприметной расцветкой оперения и тоненьким острым клювом. Крылья короткие и закруглённые. Самцы и самки мало отличаются друг от друга. Летом питаются насекомыми, зимой их пищу составляют семена и ягоды. Гнёзда чашевидные, строят в кустах или расщелинах скал.

## Классификация
В род включают 12 видов:
- Prunella atrogularis (J. F. von Brandt, 1843) — Черногорлая завирушка
- Prunella collaris (Scopoli, 1769) — Альпийская завирушка
- Prunella fulvescens (Severtsov, 1873) — Бледная завирушка
- Prunella himalayana (Blyth, 1842) — Гималайская завирушка
- Prunella immaculata (Hodgson, 1845) — Шиферная завирушка
- Prunella koslowi (Przewalski, 1887) — Завирушка Козлова
- Prunella modularis (Linnaeus, 1758) — Лесная завирушка
- Prunella montanella (Pallas, 1776) — Сибирская завирушка
- Prunella ocularis (Radde, 1884) — Пёстрая завирушка, или персидская завирушка
- Prunella rubeculoides (F. Moore, 1854) — Рыжегорлая завирушка
- Prunella rubida (Temminck & Schlegel, 1845) — Японская завирушка
- Prunella strophiata (Blyth, 1843) — Рыжегрудая завирушка